# نهر برباط

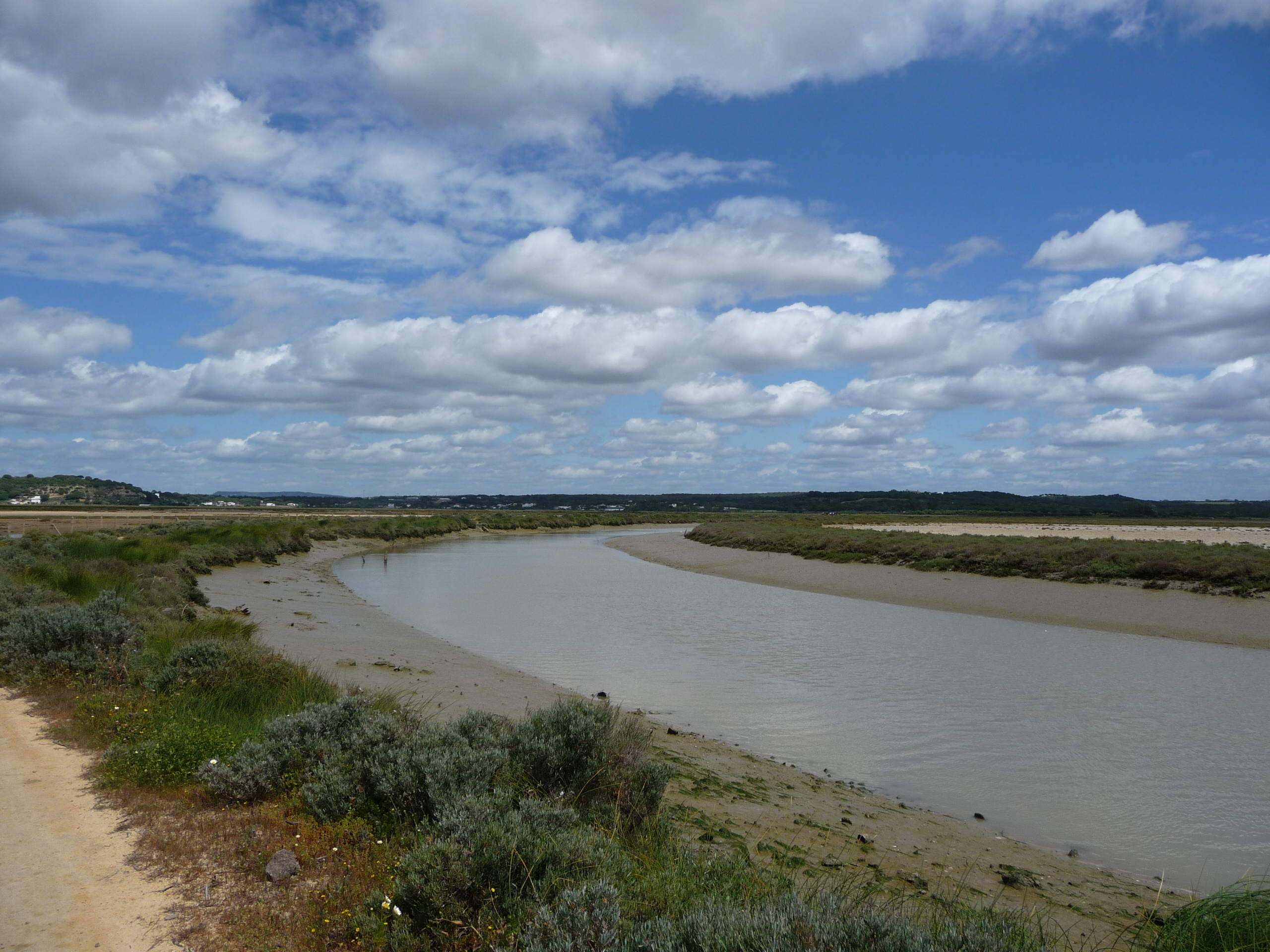

نهر بَرْبَاط أو وادي برباط (بالإسبانية: Río Barbate)‏ نهر يقع بجنوب إسبانيا، في مقاطعة قادس من منطقة الأندلس ذاتية الحكم.